# Newsteadia morrisoni
Newsteadia morrisoni är en insektsart som beskrevs av Ferenc Kozár och Konczné Benedicty 2001. Newsteadia morrisoni ingår i släktet Newsteadia och familjen vaxsköldlöss.
Artens utbredningsområde är Costa Rica. Inga underarter finns listade i Catalogue of Life.